# 울리세줄무늬주머니고양이
울리세줄무늬주머니고양이(Myoictis leucera)는 주머니고양이과에 속하는 유대류의 일종이다. 파푸아뉴기니에서 사는 육식성 유대류이다. 일차 산지 숲에서 서식한다. 다른 세줄무늬주머니고양이들처럼 주행성 동물이며, 대체적인 육상 생활 동물로 추정된다. 드와이어(Peter Dwyer)는 이 종이 낮 시간 동안에 활동한다고 보고했다.